# Bildrauschen
Als Bildrauschen bezeichnet man die Verschlechterung eines digitalen bzw. elektronisch aufgenommenen Bildes durch Störungen, die keinen Bezug zum eigentlichen Bildinhalt, dem Bildsignal, haben. Die störenden Pixel weichen in Farbe und Helligkeit von denen des eigentlichen Bildes ab. Das Signal-Rausch-Verhältnis ist ein Maß für den Rauschanteil. Das Erscheinungsbild des Bildrauschens ist nicht direkt mit dem sogenannten „Korn“ bei der Fotografie auf herkömmlichem Filmmaterial vergleichbar, hat jedoch ähnliche Auswirkungen auf die technische Bildqualität, insbesondere die Detailauflösung. In manchen Bildern wird das Bildrauschen auch zur künstlerischen Gestaltung herangezogen.

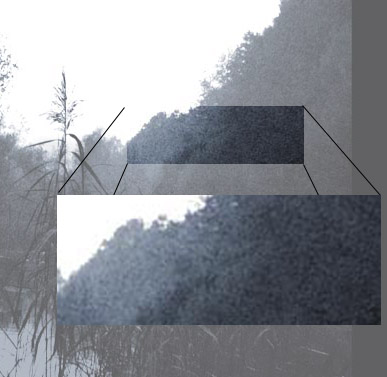
Aufnahme in der Dämmerung. Typisch für Nacht- und Dämmerungsaufnahmen zeigt es sichtbares Rauschen schon bei geringer Vergrößerung. Gut sichtbar ist dies in den dunklen Bereichen, während in den hellen Bereichen kaum Rauschen sichtbar ist. Die Graufärbung der Aufnahme ist nicht typisch, sondern wurde nur zur Unterscheidung der hervorgehobenen Bildbereiche für dieses Beispiel hinzugefügt.

## Definition
Bildrauschen liefert unerwünschte Informationen in digitalen Bildern. Rauschen erzeugt unerwünschte Effekte wie Artefakte, unrealistische Kanten, unsichtbare Linien, Ecken, unscharfe Objekte und stört Hintergrundszenen. Um diese unerwünschten Effekte zu reduzieren, ist die Klassifizierung des Rauschens für die weitere Bildverarbeitung unerlässlich.
Digitales Rauschen kann durch verschiedene Arten von Quellen entstehen, z. B. durch einen CCD-Sensor, einen CMOS-Sensor, Variation der Empfindlichkeit des Strahlungsdetektors, die diskrete Natur der Strahlung, fotografische Körnungseffekte, Verwirbelungen, Wassertropfen, Datenübertragungsfehler oder ungünstige Bildauflösung.
Zur zeitnahen, vollständigen und quantitativen Analyse von Rauschmodellen werden die Punktspreizfunktion und die Modulationsübertragungsfunktion verwendet.
Zum Entwerfen und Charakterisieren der Rauschmodelle wird die Wahrscheinlichkeitsdichtefunktion oder auch das Histogramm verwendet.

## Ursachen
Bei elektronischen Bildsensoren wie CCD- und CMOS-Sensoren ist das Bildrauschen zu einem großen Teil Dunkelrauschen; es tritt also auf, ohne dass Licht auf den Sensor fällt. Grund für dieses Rauschen ist einerseits der Dunkelstrom der einzelnen lichtempfindlichen Elemente (Pixel), andererseits auch Rauschen des Ausleseverstärkers (Ausleserauschen). Bei einzelnen Bildpunkten mit besonders hohem Dunkelstrom (verursacht durch Fertigungsungenauigkeiten oder Defekte im Bildsensor) spricht man von Hotpixeln. Mit einschlägigen Nachbearbeitungsverfahren kann dieser unerwünschte Effekt unterdrückt werden. Da der Dunkelstrom von Pixel zu Pixel unterschiedlich ist, können diese Variationen durch Subtraktion eines Dunkelbilds eliminiert werden; damit wird das Dunkelrauschen reduziert.
Zusätzlich zum Dunkelrauschen gibt es auch (meist kleinere) Anteile des Bildrauschens, die von der aufgenommenen Lichtmenge abhängen. Dazu zählt das Schrotrauschen, das durch die Zufallsverteilung der Anzahl von Photonen entsteht, die in einem Pixel auftreffen (daher auch häufig als „Photonenrauschen“ bezeichnet), sowie zufällige Schwankungen der Lichtempfindlichkeit der Pixel.
Bei Digitalkameras werden die Helligkeitswerte in digitale Werte (ganze Zahlen) umgewandelt. Bei diesem Prozess entsteht das sogenannte Quantisierungsrauschen, weil die kontinuierlichen Signale des Bildsensors in diskrete Werte umgewandelt werden. Weitere Rauschanteile können durch Nichtlinearitäten bei der Wandlung des Sensorsignals in digitale Bilddaten entstehen.
Das Rauschen bei einem Bildsensor steigt bei höheren Belichtungsindizes (nach ISO) an. Bildrauschen wird auch durch die Pixelgröße sowie den Pixelabstand des Bildsensors beeinflusst. Je geringer der Abstand zwischen den einzelnen Pixeln (hier: Fotodioden) eines Bildsensors sind und je kleiner die Pixelgröße ist, desto weniger Photonen (Licht) können die einzelnen Pixel aufnehmen, und das bewirkt mehr Rauschen bzw. mehr Störsignale beim Bildsensor. Im Englischen wird der Abstand der Pixel bzw. Fotodioden untereinander, d. h. die Pixel-Dichte, als „pixel pitch“ eines Bildsensors bezeichnet. In der Praxis bedeutet dies, je mehr Pixel beispielsweise ein APS-C-Format-Bildsensor hat, desto größer wird das Bildrauschen gegenüber anderen APS-C-Format Sensoren mit weniger Pixeln, denn mehr Pixel bedeutet zugleich einen geringeren Pixelabstand und eine geringere Pixelgröße der einzelnen Fotodioden am Bildsensor. Diese Aussagen beziehen sich allerdings nur auf einen Vergleich der Bilder bei 100-%-Darstellung am Bildschirm, also bei unterschiedlichen Ausgabegrößen. Werden die Bilder dagegen in der gleichen Ausgabegröße betrachtet, ist das Rauschverhalten bei gleicher Größe und Bauart des Sensors weitgehend unabhängig von der Pixelgröße bzw. dem „pixel pitch“.

## Klassifizierung

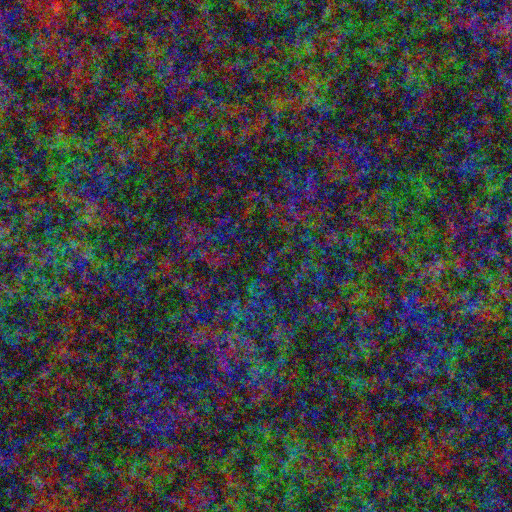
Beispiel für reines farbiges 1/f-Rauschen (Chrominanzrauschen)
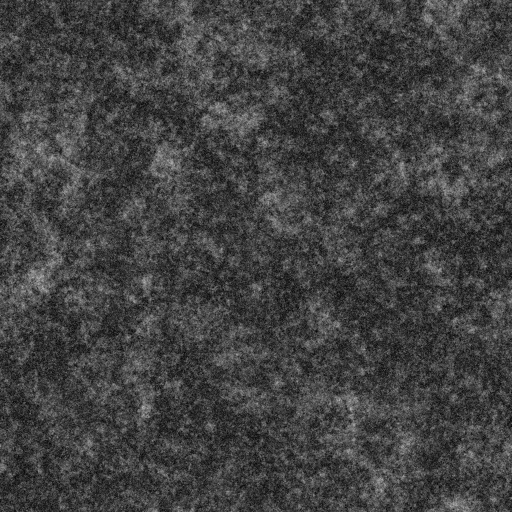
Beispiel für reines graustufiges 1/f-Rauschen (Luminanzrauschen)
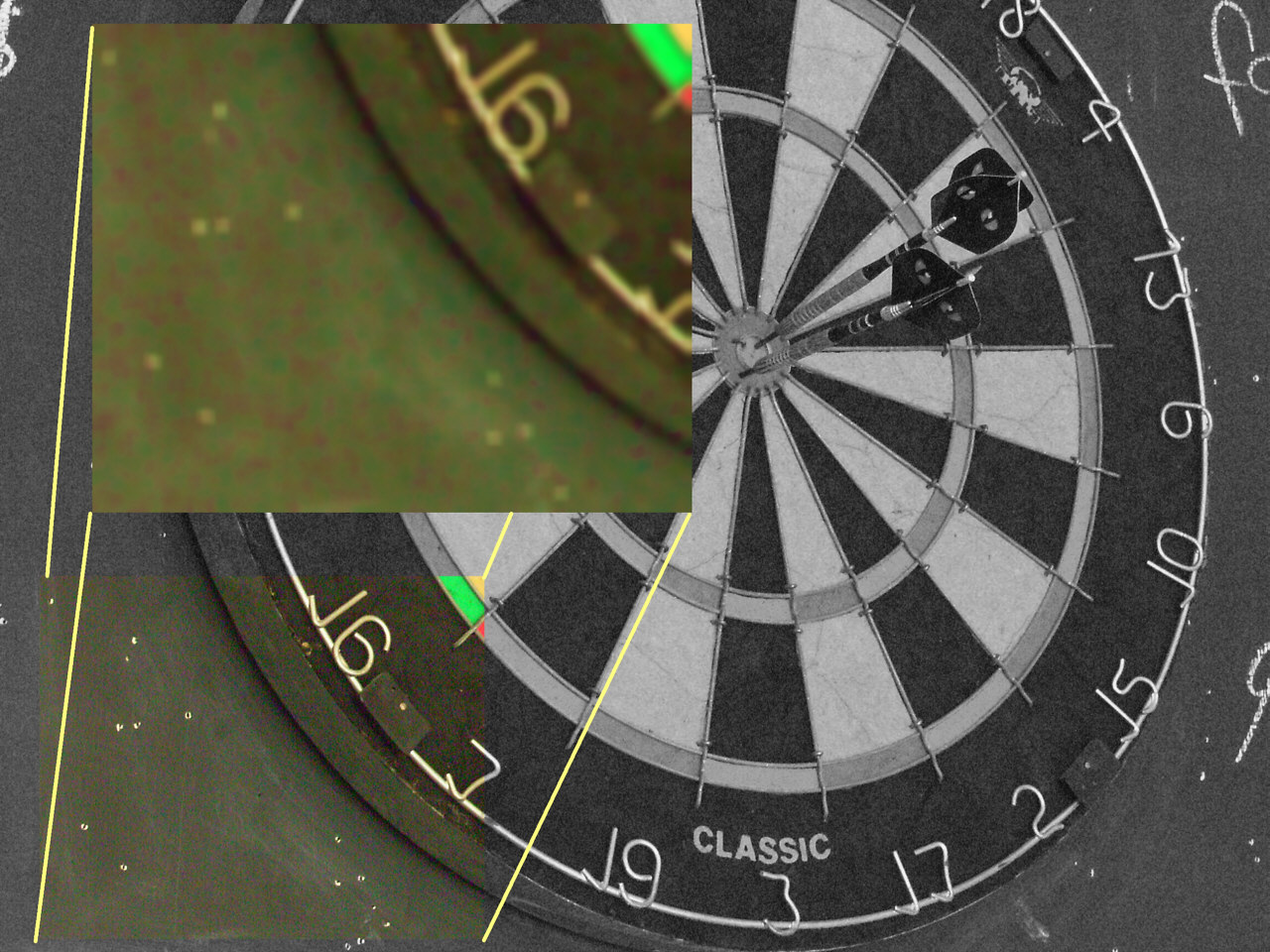
VLF-Farbrauschen

Reines Rauschen ist dann gegeben, wenn keine Bildinformation vorhanden ist. Die obenstehenden Bilder geben zweidimensionale Beispiele für reines Farbrauschen (Chrominanzrauschen) und reines Helligkeitsrauschen (Luminanzrauschen) mit einer typischen spektralen Leistungsdichteverteilung, bei der die Signalamplituden mit einer 1/f-Charakteristik abnehmen (1/f-Rauschen).
Chrominanzrauschen (auch Farbrauschen) ist dann gegeben, wenn in den Farbkanälen eines digitalen Bildes unabhängige Zufallssignale vorhanden sind.
Neben dem beschriebenen Pixelrauschen tritt bei vielen Digitalkameras ein weiteres, zufälliges Rauschmuster mit sehr niedriger Frequenz auf (very low frequency noise), das sich insbesondere bei homogenen Flächen in mittleren und dunkleren Bildbereichen in Form wolkiger Farbmuster störend bemerkbar macht.
Nach statistischen Eigenschaften kann Bildrauschen klassifiziert werden in
- Fixed pattern noise
- Data drop-out noise
- Schrotrauschen
- Gaußsches Rauschen

### Fixed pattern noise
Weil ein Bildsensor aus vielen Detektoren besteht, ist das offensichtlichste Beispiel ein zweidimensionales Array von Detektoren, eines pro Pixel des erfassten Bildes. Wenn einzelne Detektoren keine identische Antwort haben, wird diese Antwort mit festem Muster mit dem erkannten Bild kombiniert. Wenn dieses feste Muster eine lineare Funktion ist, haben die Pixel des erfassten Bildes die Werte der Funktion
{\displaystyle f(i,j)=a(i,j)\cdot s(i,j)+b(i,j)}
wobei {\displaystyle s(i,j)} das Original ist und {\displaystyle b(i,j)} das Rauschen mit festem Muster. Üblicherweise ist jedem Pixel ein multiplikativer Faktor {\displaystyle a(i,j)} zugeordnet. Dieser Effekt ist am deutlichsten, wenn das erkannte Bild konstante Messwerte hat. Wenn ein Bereich von Bildern mit unterschiedlicher Intensität aufgenommen wird, kann jeder Sensor kalibriert und der Koeffizient {\displaystyle a(i,j)} und {\displaystyle b(i,j)} berechnet werden. Das Fixed pattern noise kann dann leicht entfernt werden. Dies ist eine zeitaufwändige und schwierige Kalibrierung. Sie wird normalerweise nur für kritische Anwendungen durchgeführt, z. B. in der Astronomie, wo absolute Intensitätswerte erforderlich sind oder wenn der Sensor sehr schlecht ist, vor allem Infrarotdetektoren, bei denen das Fixed pattern noise das Bild dominieren kann.

### Data drop-out noise
Ein häufiges Fehlerproblem bei der Übertragung digitaler Daten sind Übertragungsfehler von einzelnen Bits, bei denen ein Bit falsch gesetzt wurde. In den meisten Computersystemen, in denen ein Bitfehler, z. B. in einem Programmcode, schwerwiegend ist, wird zur Korrektur solcher Fehler ein komplexes und rechenintensives Fehlerkorrekturverfahren verwendet. Bei der großen Datenmenge, die in der digitalen Bildverarbeitung verwendet wird, ist diese Korrektur normalerweise nicht möglich, und viele digitale Bildverarbeitungssysteme und insbesondere digitale Videos leiden unter zufälligen Bitfehlern.
Die Auswirkung von zufälligen Bitfehlern hängt davon ab, welches Bit beschädigt ist. Bei einem digitalen Bild mit einer Farbtiefe von 8 Bit führt die Beschädigung des ersten (niedrigstwertigen) Bits zu einem Fehler von ±1 in einem Pixelwert, während die Beschädigung des achten (höchstwertigen) Bits zu einem Fehler von ±128 führt. Diese Beschädigung der niedrigen Bits hat nur geringe visuelle Auswirkungen, aber die Beschädigung des achten Bits verwandelt ein weißes Pixel in ein schwarzes Pixel oder umgekehrt.

### Schrotrauschen
Viele Bildgebungssysteme zählen die einfallenden Photonen nicht direkt, aber beispielsweise mit einer Videokamera erzeugen die einfallenden Photonen Elektronen aus einer Schicht aus Photozellen, und die Elektronen werden anschließend als elektrischer Strom gezählt. Dies sind tatsächlich zwei Zählprozesse, einer, der mit den Photozellen verbunden ist, und einer für den Nachweis der resultierenden Elektronen, aber weil die statistischen Eigenschaften dieser Prozesse identisch sind, können sie nicht getrennt werden.
Für ein Bildgebungssystem, von dem angenommen wird, dass es linear und rauminvariant ist, kann jedes Pixel unabhängig von den anderen betrachtet werden. Das erzeugte Bild kann als zweidimensionales Array von Pixeln dargestellt werden. Jedes Pixel kann durch eine Strahlungsquelle und einen Detektor modelliert werden, wobei der Pixelwert durch die Anzahl der detektierten Teilchen in einem bestimmten Zeitintervall gegeben ist.
Für eine Strahlungsquelle mit konstanter Helligkeit {\displaystyle \mu } und ein konstantes Beobachtungsintervall {\displaystyle \Delta t} ist diese Wahrscheinlichkeitsverteilung eine Poisson-Verteilung mit dem Erwartungswert {\displaystyle \lambda =\Delta t\cdot \mu }. Damit ist die Wahrscheinlichkeit, {\displaystyle k} Elementarteilchen (Photonen oder Elektronen) in einem gegebenen Zeitintervall zu zählen, gegeben durch
{\displaystyle P(k)={\frac {\lambda ^{k}\cdot \mathrm {exp} (-\lambda )}{k!}}}

### Gaußsches Rauschen
Wenn das Bild kontrastarm ist, sodass die Erwartungswerte der Pixel als annähernd konstant angesehen werden können, kann die Wahrscheinlichkeitsverteilung des Rauschens als Normalverteilung beschrieben werden:
{\displaystyle P(k)={\frac {1}{\sqrt {2\cdot \pi \cdot \mu }}}\cdot \operatorname {exp} \left({-{\frac {k^{2}}{2\cdot \mu }}}\right)}
Dabei ist μ der Durchschnitt der Erwartungswerte der Pixel. Diese Normalverteilung ist nur vom Durchschnitt des wahren Signals und nicht von den Details des wahren Signals abhängig, so dass sie als unabhängig vom Signal angesehen werden kann. Unter diesen Annahmen haben wir ein Rauschmodell, bei dem das Rauschen unabhängig vom Bild additiv ist und durch eine Normalverteilung mit Erwartungswert Null und einer Varianz gekennzeichnet ist, die dem Mittelwert des wahren Signals entspricht. Dieses Rauschmodell wird Gaußsches Rauschen genannt.
In vielen Bildgebungssystemen sind diese Näherungen gültig, insbesondere in Infrarotaufnahmen, Elektronenmikroskopen, Röntgenmikroskopen, medizinischen Röntgenstrahlen, Kernspinresonanzspektroskopie, Positronen-Emissions-Tomographie und fast allen Videosystemen.

## Einflüsse auf das Bildrauschen

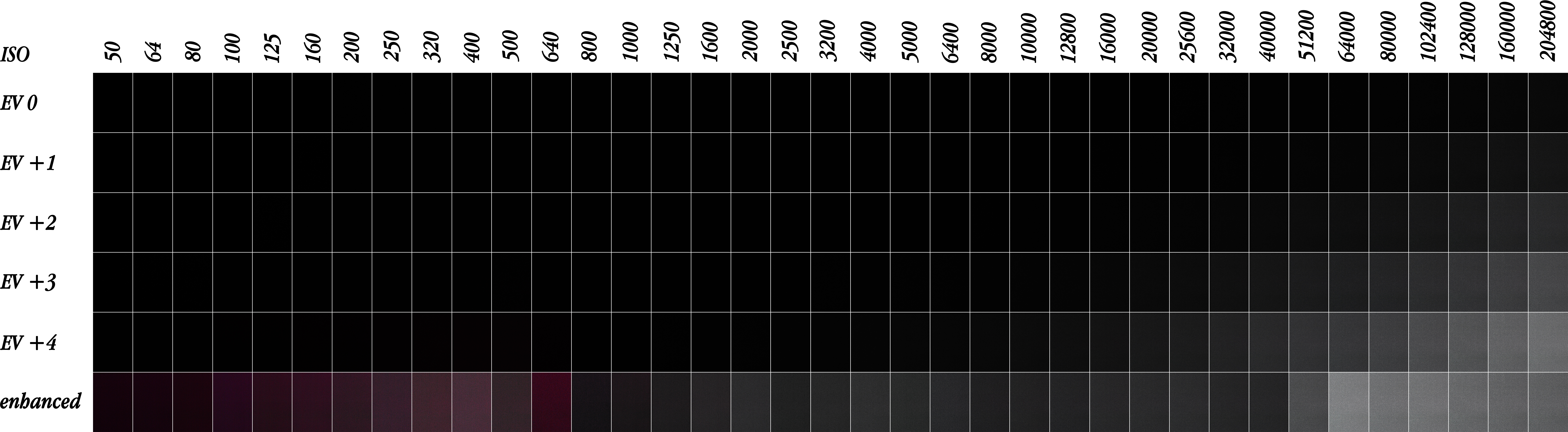
Rauschverhalten (ISO 50–204.800) der Sony Alpha 9 II

Der Umfang des Bildrauschens ist in erster Linie von der Qualität der Digitalkamera abhängig. Entscheidenden Einfluss hat die Größe der einzelnen Pixel. Bei gleicher Bildauflösung hat ein kleiner Sensor im Allgemeinen ein höheres Rauschen als ein großer Sensor mit geringerer Packungsdichte. Weiterhin haben die Qualität der analogen Signalverarbeitung und der Analog-Digital-Wandlung sowie die eingestellte ISO-Empfindlichkeit den größten Einfluss auf die Bildqualität.
Während Sensortechnik und Signalverarbeitung von der Kamera vorgegeben sind, können andere Aufnahmeparameter zumindest teilweise vom Fotografen beeinflusst werden, in erster Linie die ISO-Einstellung („Filmempfindlichkeit“). Eine Erhöhung der „Empfindlichkeit“ bedeutet eine Verstärkung der Signale des Aufnahmesensors, wobei die Störungen in gleichem Maße mitverstärkt werden.
Gut sichtbar wird das Bildrauschen in gleichförmigen, besonders in dunklen oder blauen Bildbereichen. Unterbelichtete, nachträglich am Computer aufgehellte Aufnahmen rauschen in der Regel stärker als korrekt belichtete Bilder.

Auswirkung der ISO-Einstellung bei einer digitalen Spiegelreflexkamera
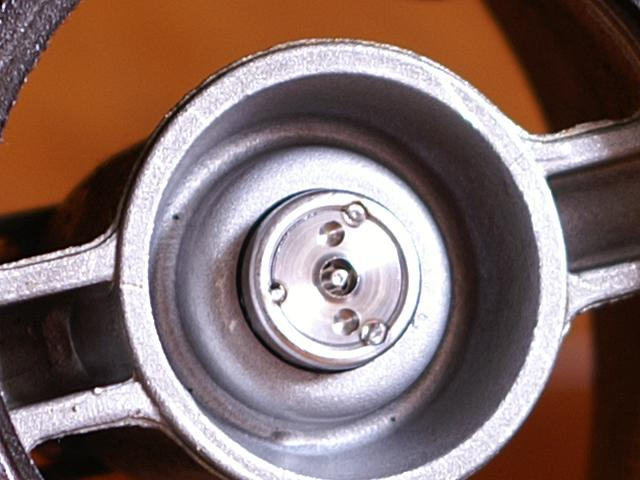
ISO 100
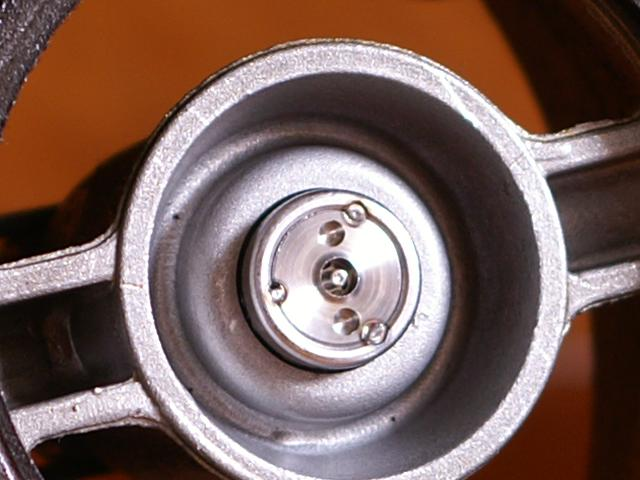
ISO 200
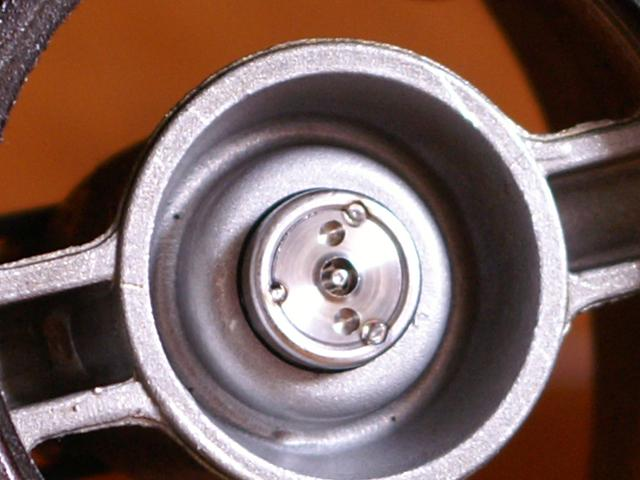
ISO 400
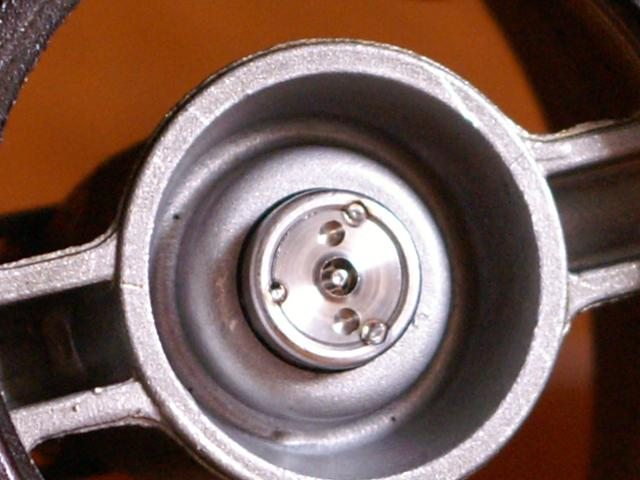
ISO 800
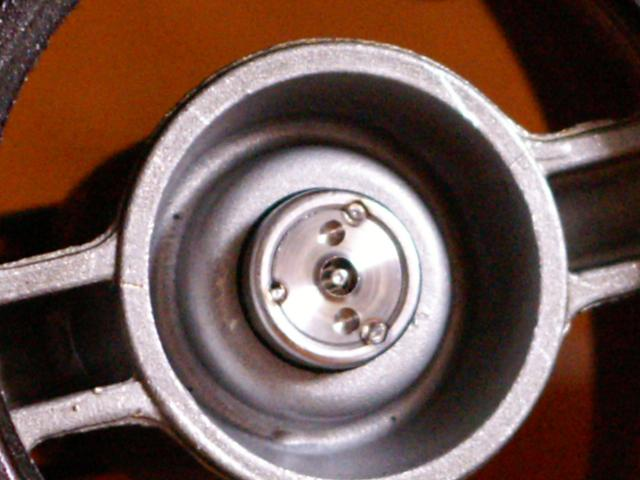
ISO 1600
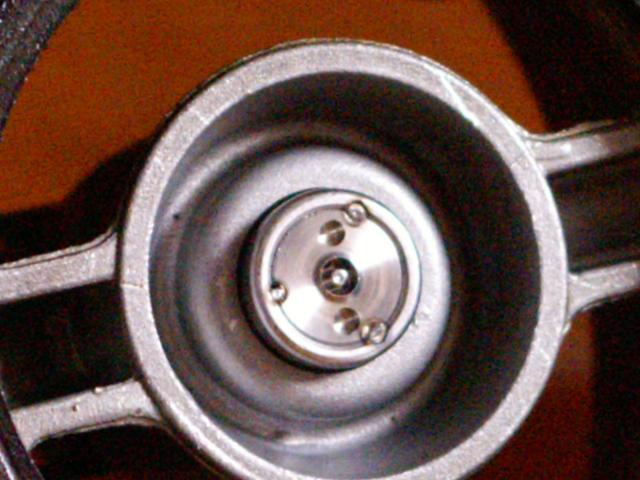
ISO 3200

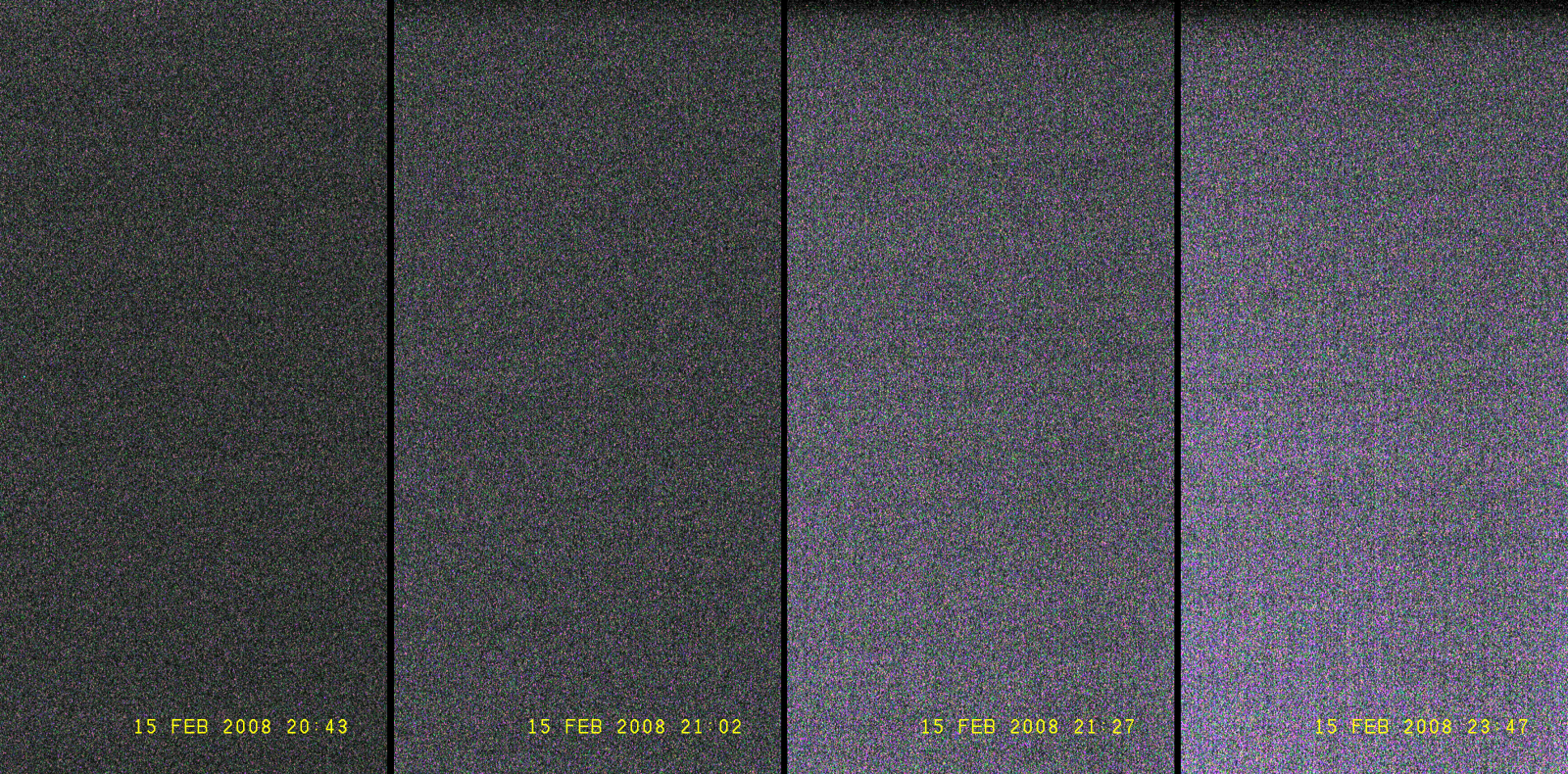
Bildrauschen bei steigender Sensortemperatur

Weiterhin steigt das Rauschen mit steigender Sensortemperatur. Kameras, die den Bildsensor auch zur Darstellung des Sucherbilds nutzen („Live-Vorschau“) und in diesem Modus betrieben werden, rauschen in der Regel stärker als übliche digitale Spiegelreflexkameras, die den Sensor nur zur eigentlichen Aufnahme aktivieren und sich dadurch weniger stark erwärmen, unter der Voraussetzung derselben Sensortechnologie. Um eine Erwärmung zu verhindern, werden zunehmend Active Pixel Sensoren eingesetzt, die sich durch eine geringere Leistungsaufnahme auszeichnen als CCD-Sensoren.
Ebenso erhöht sich das Rauschen mit steigender Belichtungszeit, insbesondere bei Nachtaufnahmen oder anderen Situationen mit sehr langen Belichtungszeiten steigt die Gefahr des Auftretens von Hotpixeln. Die meisten Digitalkameras bieten daher an, bei Langzeitbelichtungen durch eine unmittelbar an die eigentliche Aufnahme anschließende Dunkelbelichtung ein Referenzbild zu erzeugen, dessen Rauschen subtrahiert wird.
Eine weitere Ursache für Störungen sind Pixelfehler, die umso häufiger auftreten, je kleiner die Pixel sind, und die darüber hinaus auch durch Höhenstrahlung (zum Beispiel beim Transport oder der Verwendung von Bildsensoren mit Flugzeugen oder Raumschiffen) hervorgerufen werden können.

## Verfahren zur Rauschunterdrückung

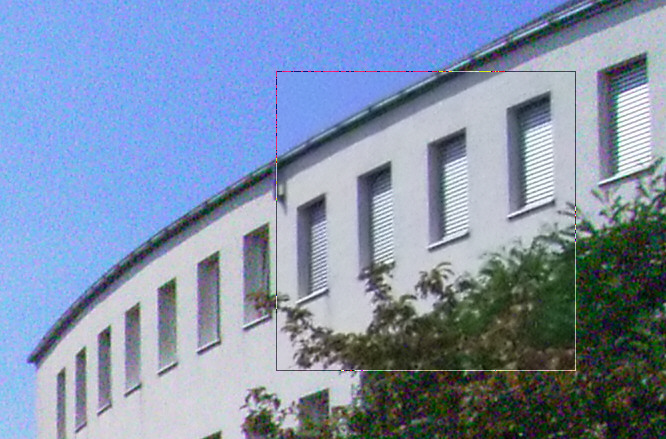
Vorschau eines Programms zur Rauschunterdrückung.
Der quadratische Ausschnitt ist rauschgefiltert.

Störendes Bildrauschen kann durch verschiedene Rauschunterdrückungsverfahren reduziert werden. Bei den meisten Verfahren nimmt der Fotograf jedoch Einbußen anderer Qualitätsmerkmale (beispielsweise Bildschärfe oder Kontrastumfang) einer Fotografie in Kauf.
Folgende Verfahren werden üblicherweise eingesetzt:
- Kameraseitige Unterdrückung des Bildrauschens: Während der Speicherung der Fotografie werden spezielle Algorithmen angewendet, die das Bildrauschen minimieren. Siehe Rauschfilter.
- Verwendung von Sensoren geringer Packungsdichte (zum Beispiel in digitalen Spiegelreflexkameras)
- Belichtung auf die „rechte Seite des Histogramms“. Dabei wird das Bild derart belichtet, dass das Motiv möglichst hell abgebildet wird. Unter der Annahme eines „konstanten“ Rauschpegels des Sensors werden somit die gefährdeten dunklen Stellen gemieden. Dabei ist zu vermeiden, dass bildrelevante Teile überbelichtet werden (dies gilt auch für die einzelnen Farbkanäle Rot, Grün und Blau).
- Bildbearbeitungsprogramme: Eine spezielle Funktion in manchen Bildbearbeitungsprogrammen, aber auch speziell ausschließlich auf das Entrauschen spezialisierte Programme erlauben die Reduzierung des Bildrauschens. Der Vorteil bei einer Verarbeitung nach der eigentlichen Aufnahme liegt darin, dass der Benutzer die Rauschunterdrückung selbst, angepasst auf die Aufnahme, optimieren kann. Außerdem bleibt so die Originaldatei erhalten.

Das Dunkelrauschen kann auch durch Kühlen des Sensors reduziert werden, jedoch wird dies bisher nur bei Kameras für astronomische und wissenschaftliche Zwecke sowie bei technischen Anwendungen wie IR- und Wärmebildkameras eingesetzt.
Einige Kameras wie beispielsweise die Fujifilm FinePix X10 besitzen einen EXR-CMOS Sensor. Mit der EXR-Technik können bei schlechten Lichtverhältnissen zwei Pixel zusammengeschaltet werden, auch Binning genannt. Dadurch halbiert sich zwar die Auflösung, aber im Gegenzug erhöht sich die effektive Pixelgröße bzw. der effektive Pixelabstand, wodurch sich das Bildrauschen um etwa ein Drittel verringern lässt.  In dieselbe Richtung zielen Verfahren in einigen Kameras, bei sehr hohen ISO-Einstellungen die Bilder nur in stark reduzierter Auflösung zu speichern, indem benachbarte Pixel so miteinander verrechnet werden, dass das Zufallsrauschen verringert wird.